# 도쿄 게임 쇼
도쿄 게임 쇼(약칭 TGS)는 비디오 게임을 대주제로 하는 견본시 및 종합 게임 전시회이다. 1996년부터 시작했으며 현재는 매년 9월 지바시의 마쿠하리 멧세에서 개최한다. 일본 컴퓨터 엔터테인먼트 협회(CESA)와 닛케이 BP가 운영한다.
발매예정인 일본 게임이나 일본산 가전제품을 위주로 진행하나 일부 전시장에선 해외 게임기업을도 할당된다. 개최 둘째날까지는 업계 참가자(비즈니스)에게만 입장이 허용된다.

## 역사
- 제1회 도쿄 게임 쇼는 1996년 도쿄 빅사이트에서 개최되었으나, 방문객 수의 문제로 인해 제 3회부터는 현재의 마쿠하리 멧세로 장소를 바꿨다. 2001년까지는 1년에 2 번 개최하였으나, 2002년부터는 1년에 한 번 개최된다.
- 2007년 도쿄 게임 쇼 2007부터는 일본 경제상업성의 주도로 개최되는 ‘JAPAN 국제 콘텐츠 페스티벌’에 통합되어 개최된다. JAPAN 국제 콘텐츠 페스티벌은 도쿄 게임 쇼 외에도 도쿄 국제영화제 등의 다양한 문화 행사가 열리는 종합 이벤트이다.
- 2010년 이후로 매년 20만명이 이상이 방문하고 있다.

## 개최
| #  | 타이틀                 | 개최 기간                 |
| -- | ---------------------- | ------------------------- |
| 1  | 도쿄 게임 쇼'96        | 1996.08.22-24             |
| 2  | 도쿄 게임 쇼'97 봄     | 1997.04.04-06             |
| 3  | 도쿄 게임 쇼'97 가을   | 1997.09.05-07             |
| 4  | 도쿄 게임 쇼 '98 봄    | 1998.03.20-22             |
| 5  | 도쿄 게임 쇼 '98 가을  | 1998.10.09-11             |
| 6  | 도쿄 게임 쇼 '99 봄    | 1999.03.19-21             |
| 7  | 도쿄 게임 쇼 '99 가을  | 1999.09.17-19             |
| 8  | 도쿄 게임 쇼 2000 봄   | 2000.03.31-04.02          |
| 9  | 도쿄 게임 쇼 2000 가을 | 2000.09.22-24             |
| 10 | 도쿄 게임 쇼 2001 봄   | 2001.03.30-04-01          |
| 11 | 도쿄 게임 쇼 2001 가을 | 2001.10.12-14             |
| 12 | 도쿄 게임 쇼 2002      | 2002.09.20-22             |
| 13 | 도쿄 게임 쇼 2003      | 2003.09.26-28             |
| 14 | 도쿄 게임 쇼 2004      | 2004.09.24-26             |
| 15 | 도쿄 게임 쇼 2005      | 2005.09.16-18             |
| 16 | 도쿄 게임 쇼 2006      | 2006.09.22-24             |
| 17 | 도쿄 게임 쇼 2007      | 2007.09.20-23             |
| 18 | 도쿄 게임 쇼 2008      | 2008.10.09-12             |
| 19 | 도쿄 게임 쇼 2009      | 2009.09.24-27             |
| 20 | 도쿄 게임 쇼 2010      | 2010.09.16-19             |
| 21 | 도쿄 게임 쇼 2011      | 2011.09.15-18             |
| 22 | 도쿄 게임 쇼 2012      | 2012.09.20-23             |
| 23 | 도쿄 게임 쇼 2013      | 2013.09.19-22             |
| 24 | 도쿄 게임 쇼 2014      | 2014.09.18-21             |
| 25 | 도쿄 게임 쇼 2015      | 2015.09.17-20             |
| 26 | 도쿄 게임 쇼 2016      | 2016.09.15-18             |
| 27 | 도쿄 게임 쇼 2017      | 2017.09.21-24             |
| 28 | 도쿄 게임 쇼 2018      | 2018.09.20-23             |
| 29 | 도쿄 게임 쇼 2019      | 2019.09.12-15             |
| 30 | 도쿄 게임 쇼 2020      | 2020.09.23-27 (온라인)    |
| 31 | 도쿄 게임 쇼 2021      | 2021.09.30-10.03 (온라인) |

## 같이 보기
- 지스타
- 일렉트로닉 엔터테인먼트 엑스포
- 게임스컴

## 참조

### 주해

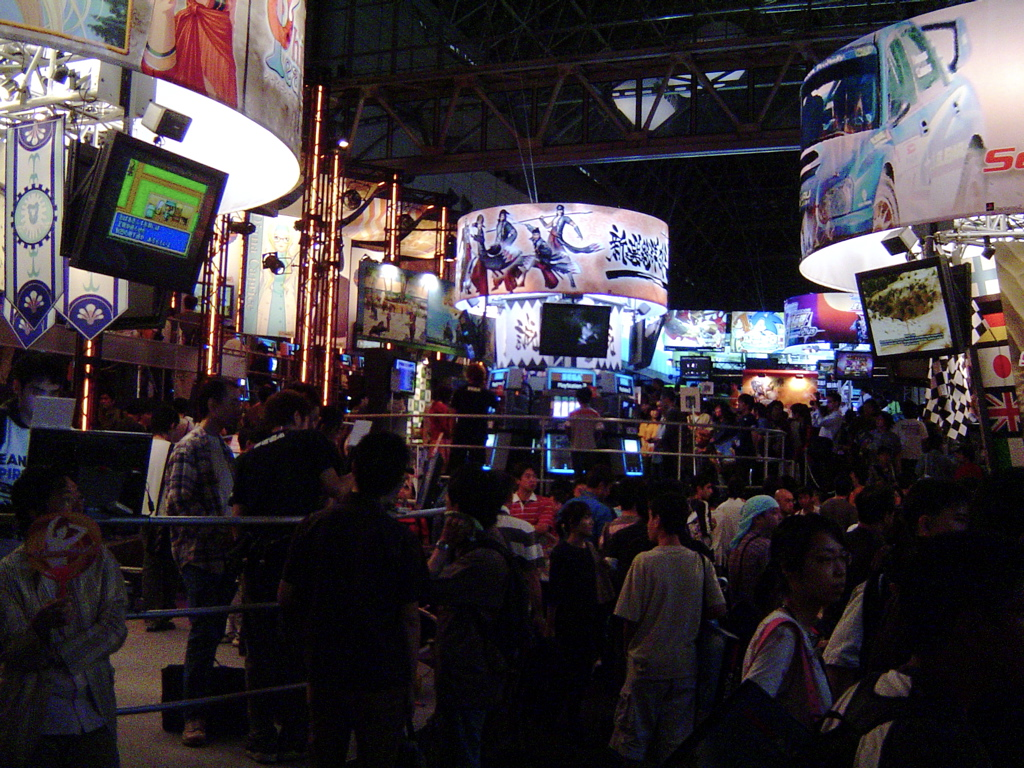
2004년도에 열린 도쿄 게임 쇼.

1. ↑  Tokyo Game Show, 일본어: 東京ゲームショウ